# Райнівка
Ра́йнівка — село в Україні, у Приморській міській громаді Бердянського району Запорізької області. Населення становить 647 осіб.

## Географія
Село Райнівка розташоване за 1,5 км від берега Азовського моря, в гирлі річки Лозуватка, на відстані 3,5 км від села Орлівка. Річка в цьому місці звивиста, утворює лимани, стариці і заболочені озера. Відстань до міста Приморськ — 33 км.

## Історія

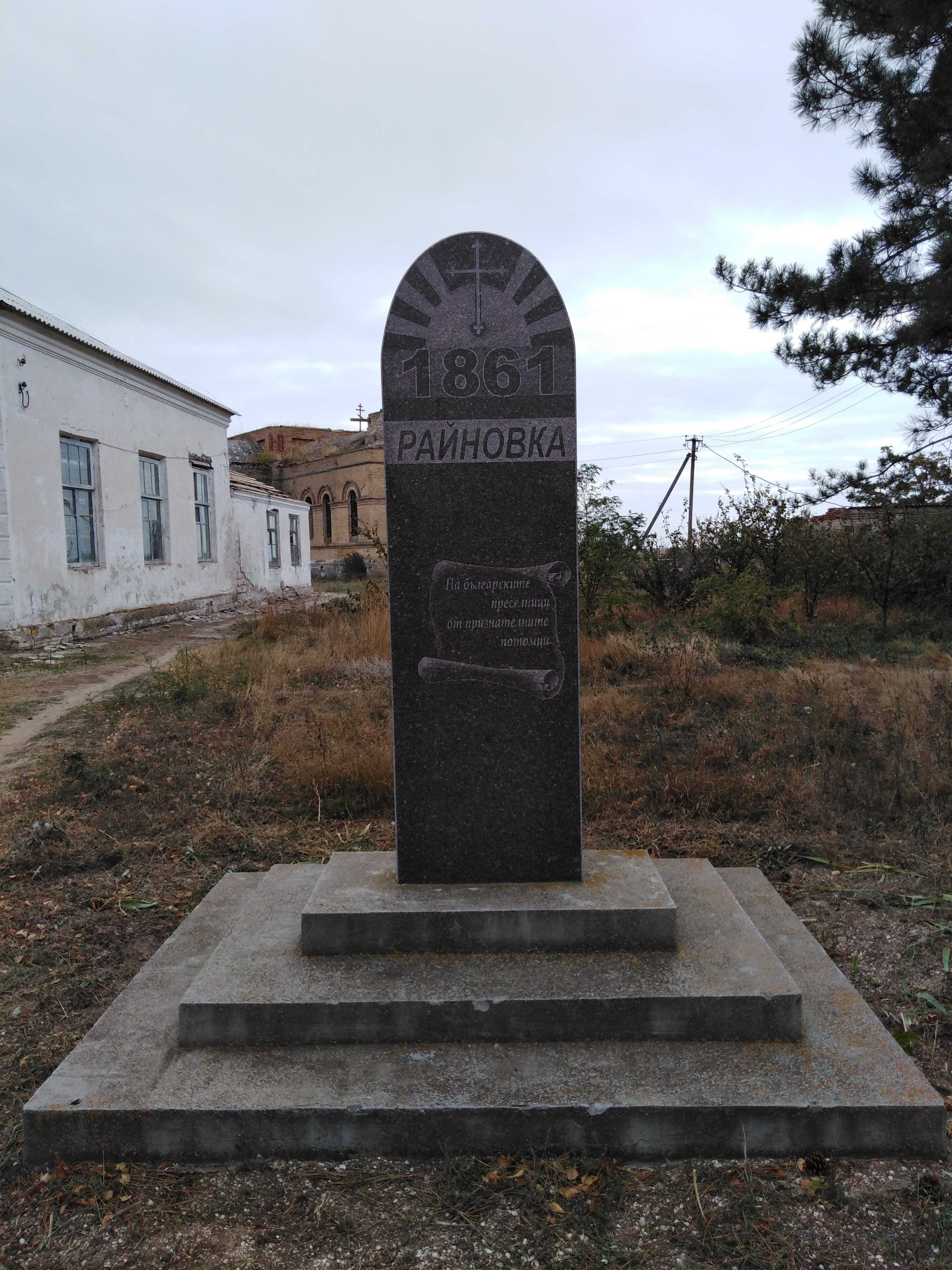
Пам'ятний знак на честь болгарських переселенців від нащадків

Райнівка заснована таврійськими болгарами у 1861 році як Долніят Вайсал на місці ногайського аула Алшин Бодай. Назва села Райнівка походить від його засновника. Болгари розводили овець, ловили рибу, вирощували виноград на піщаному ґрунті на вино. Під час Балканської війни 1912 року від села до Македонсько-одринського ополчення записався Андрей С. Папазов (1884 — ?).

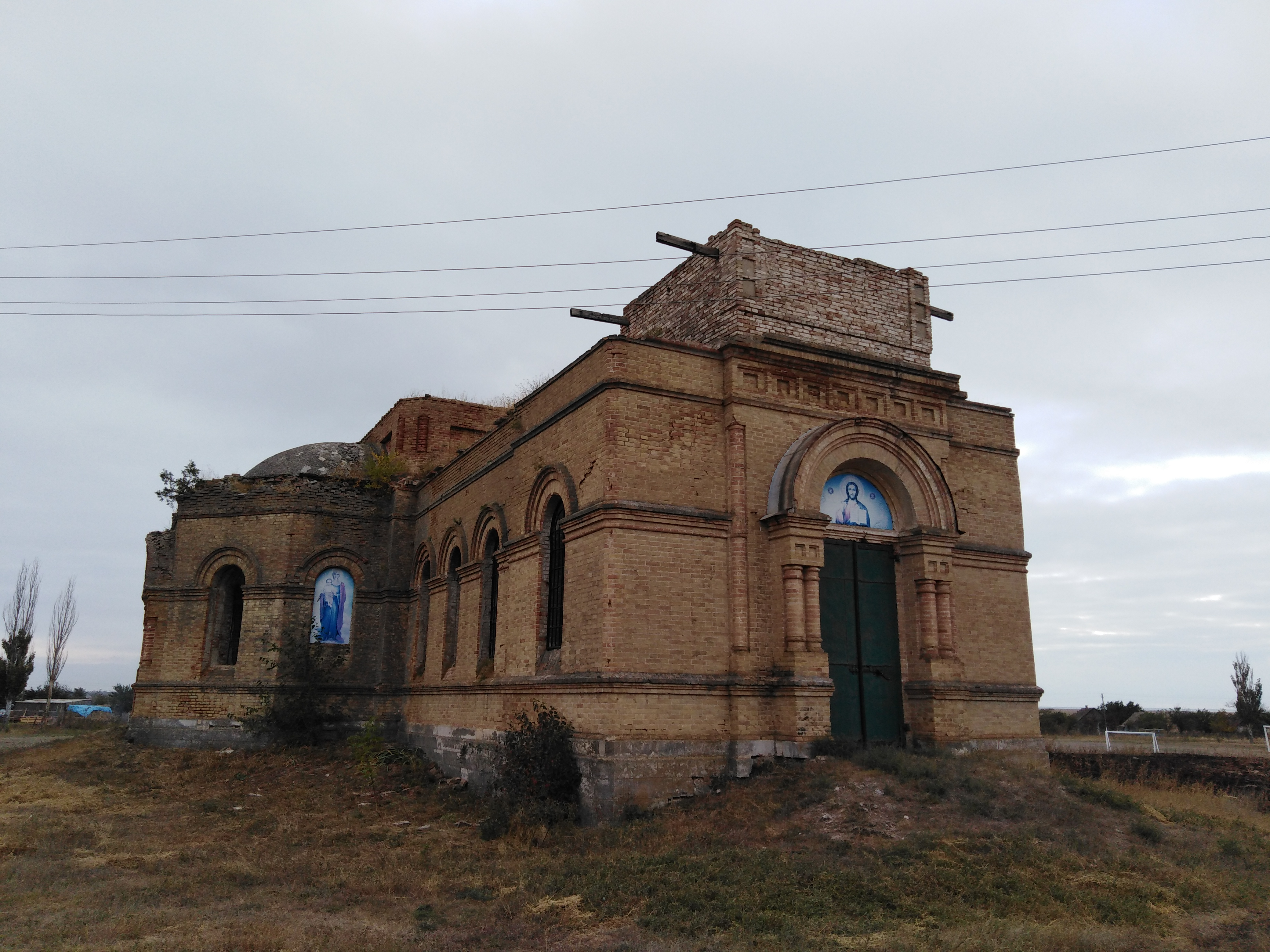
Зруйнований храм у селі Райнівка

Під час Голодомору 1932—1933 років померло щонайменше 185 жителів села.
12 червня 2020 року, розпорядженням Кабінету Міністрів України № 713-р «Про визначення адміністративних центрів та затвердження територій територіальних громад Запорізької області», Орлівська сільська рада об'єднана з Приморською міською громадою.
17 липня 2020 року, в результаті адміністративно-територіальної реформи та ліквідації Приморського району, село увійшло до складу Бердянського району.
24 лютого 2022 року, під час російського вторгнення в Україну, село тимчасово окуповане російськими військами.

## Населення
Згідно з переписом УРСР 1989 року чисельність наявного населення села становила 713 осіб, з яких 322 чоловіки та 391 жінка.
За переписом населення України 2001 року в селі мешкало 628 осіб.

## Мова
Розподіл населення за рідною мовою за даними перепису 2001 року:
| Мова       | Відсоток |
| ---------- | -------- |
| російська  | 51,16 %  |
| болгарська | 38,79 %  |
| українська | 9,27 %   |
| інші       | 0,78 %   |

## Відомий уродженець
- Жавжаров Андрій Андрійович (8 квітня 1896 року — 1958 року) — український фізико-географ, кандидат географічних наук, доцент Київського університету.